# Droit rom
Le kris (ou kriss, aussi appelé stabor) est une institution judiciaire rromani. Il s'agit d'une des manières principales de pratiquer les diverses traditions de droit rom. On peut caractériser le kris comme une forme de justice réparatrice.

## Étymologie
Le terme rromani kris vient du grec krísi (κρίση), qui signifie le jugement. Le terme stabor vient peut-être de l'allemand Stab, qui a plusieurs significations.

## Procédure
Lorsqu'un divano (aussi écrit diwano), un différend entre des familles, ne peut plus être réglé entre elles, il est présenté au kris. Le kris est présidé par un krisnitor (ro) ou de plusieurs krisnitori: dans le Sud-Est de la Roumanie, ils sont en général entre trois et sept et jamais plus de vingt. Selon le krisnitor Mişu Mihai, les krisnitori ne sont pas rémunérés, ils peuvent avoir reçu une formation et ils jouent avant tout un rôle de médiateurs.
Aujourd'hui, les kris et le droit rom passent aussi beaucoup par des discussions entre les diasporas au moyen des technologies numériques.
Certaines notions d'honneur et de marime (en) jouent un rôle juridique important dans la vie rom.

## Rapports avec les systèmes étatiques
En Europe centrale, les États ne reconnaissent généralement pas les ordres juridiques roms. Au contraire, la gouvernance rom est généralement contrainte de s'adapter dans une certaine mesure aux lois des États qui tentent de les contrôler. En Roumanie cependant, une collaboration s'amorce entre kris et tribunaux étatiques.
Le droit rom est généralement dans un rapport de force désavantageux par rapport à l'État, ce qui le place dans une situation très similaire à celle des pratiques de droit autochtone. Ainsi en Colombie, la Commission nationale du dialogue a recommandé de reconnaître les kris romani, de manière similaire à ce qui est fait dans le cadre de la  justice autochtone paysanne communautaire.

## Au cinéma
- Kriss Romani
- Gipsy Lore (en)
- Angelo My Love (en)

### En Roumanie
- Levente Salat et Sergiu Mișcoiu, « Roma autonomous lawmaking – the Romanian case », dans Non-Territorial Autonomy and Decentralization, Routledge, 2020 (ISBN 978-1-003-03931-0, DOI 10.4324/9781003039310-12, lire en ligne)
- Sergiu Mișcoiu et Laura Herța, « Résoudre les conflits à l'ancienne ? La pratique du droit coutumier rom en Roumanie », Les Cahiers de la Justice, vol. 1, no 1,‎ 2021, p. 81–97 (ISSN 1958-3702, DOI 10.3917/cdlj.2101.0081, lire en ligne, consulté le 15 janvier 2024)
- Sergiu Miscoiu et Ioana Hritcu, « Le Kriss : peut-on parler de pluralisme normatif en Roumanie dans le cas de la minorité rom ? », Studia Universitatis Babes-Bolyai Europaea,‎ 1er janvier 2014, p. 243–262
- Claude Cahn, « Romani law in the Timiş County Giambaş community », Romani Studies, vol. 19, no 2,‎ 2009, p. 87–101 (ISSN 1757-2274, lire en ligne)
- Laura Maria Herta, « Le kris dans les communautés rom de Sud-Est de la Roumanie. Quelles sont les sources pour la légitimité des krisnitori et de la perpétuation du kris? », Studia Europæa, vol. 61, no 2,‎ 2016, p. 149–164 (ISSN 1224-8746, lire en ligne, consulté le 15 janvier 2024)